# RAF Fighter Command
RAF Fighter Command była jedną z trzech części składowych Royal Air Force. Została sformowana w roku 1936 w celu zwiększenia kontroli nad formacjami samolotów myśliwskich. Służyła w operacjach II wojny światowej, wyróżniając się szczególnie podczas bitwy o Anglię w 1940 roku. RAFFC działała do 17 listopada 1943, kiedy to została rozwiązana, a w jej miejsce powstały w RAF dwie inne formacje: obronna i atakująca. Formacja obronna została nazwana Air Defence Great Britain (ADGB) a ofensywna 2 Tactical Air Force.

## Początki
20 maja 1926 roku utworzono poprzedniczkę Fighter Command, a mianowicie Lądową Grupę Lotniczą. 1 czerwca tegoż roku Fighting Area (jak ją wówczas nazywano) została przeniesiona do Air Defence Great Britain. W roku 1932 Fighting Area otrzymała status dowództwa, a 1 maja 1936 przemianowana została na Fighter Command. W ciągu następnych kilku lat RAFFC została znacznie rozbudowana, a jej przestarzałe dwupłatowce zostały wymienione na znacznie doskonalsze samoloty Hawker Hurricane i wkrótce potem Supermarine Spitfire.

## II wojna światowa

### Bitwa o Anglię
Pierwszym i najważniejszym testem Fighter Command była bitwa o Anglię w roku 1940, kiedy to niemiecka Luftwaffe rozpoczęła ofensywę, której celem było zdobycie przewagi w powietrzu nad kanałem La Manche i Anglią, jako wstęp do planowanej inwazji (Operacja Lew Morski). Fighter Command została podzielona na kilka Grup odpowiedzialnych za przestrzeń powietrzną nad konkretnymi obszarami Wielkiej Brytanii. I tak 11 Grupa RAF miała działać na kierunku spodziewanego niemieckiego desantu broniąc południowo-wschodnią Anglię i Londyn. Wspierać ją miały 10 Grupa RAF (kontrolująca przestrzeń nad południo-wozachodnią Anglią), 12 Grupa RAF (nad środkową Anglią i Walią) oraz 13 Grupa RAF (nad północną Anglią i Szkocją). Niemcy bitwę przegrali, aczkolwiek lotnictwo brytyjskie również poniosło w jej trakcie znaczne straty i musiało sięgać, podobnie jak Luftwaffe, po ostatnie rezerwy.

### Działania ofensywne w 1941 roku
Z początkiem 1941 roku Fighter Command podjęła się trudnego zadania zdobycia przewagi w powietrzu nad północną Francją. Do maja 1941 wszystkie dywizjony operujące z lotnisk w południowej Anglii zostały pogrupowane w Skrzydła (ang. wings), na czele których stanęli 'dowódcy skrzydeł', najbardziej doświadczeni weterani roku 1940. Przeprowadzano różnorakie krótkodystansowe loty bojowe próbując wciągnąć Luftwaffe w wojnę na wyniszczenie i zmusić ją (szczególnie po niemieckim ataku na Związek Radziecki w czerwcu 1941, kiedy to w północno-zachodniej Europie Niemcy pozostawili zaledwie 180 myśliwców) do utrzymywania we Francji znacznej liczby samolotów myśliwskich. W ramach operacji Circus wysyłano nad kontynent samoloty Spitfire, jako osłonę niewielkich formacji bombowców, w nadziei na wciągnięcie niemieckich myśliwców do walki. Efekty tych usiłowań nie były zadowalające, zarówno ze względu na niewielki zasięg spitfire’ów, jak i na odwrócenie sytuacji sprzed roku. W czasie bitwy o Anglię strąceni piloci brytyjscy mogli – o ile nie ucierpieli fizycznie – bardzo szybko ponownie znaleźć się w powietrzu. W roku 1941, nad Francją, zestrzelony pilot zazwyczaj trafiał do niemieckiej niewoli. Piloci RAF Fighter Command zgłosili w tym roku zestrzelenie 711 myśliwców Luftwaffe (w rzeczywistości Niemcy odnotowali stratę 236 myśliwców, z czego jedynie 103 w walce), sami zaś stracili około 400 samolotów. Pojawienie się z końcem roku nowych myśliwców niemieckich Fw 190, znacznie doskonalszych od używanych przez Brytyjczyków Spitfire'ów Mark V, znacznie utrudniło działania Fighter Command w roku 1942.
W sierpniu 1941 roku nawet wicemarszałek lotnictwa Sholto Douglas wyrażał wątpliwości co do sensu dalszego prowadzenia takich działań, ale alianci musieli dowieść sowieckim sojusznikom, że nie są bezczynni. Dlatego kontynuowano takie operacje jak loty myśliwców, niezależnie od tego, że Luftwaffe w północno-zachodniej Europie prawie nie było.
Równolegle z dziennymi lotami myśliwców RAFFC w okresie od stycznia do maja odbywały się nocne naloty bombowców niemieckich na zakłady przemysłowe i miasta angielskie. Fighter Command jednak była tym razem dobrze przygotowana. Pojawiły się pierwsze brytyjskie myśliwce nocne Bristol Beaufighter wyposażone w radary. Baterie artylerii przeciwlotniczej i reflektory były również kierowane przez urządzenia radiolokacyjne. Wszystko to powodowało, że straty niemieckie gwałtownie rosły (z 28 samolotów w styczniu do 124 w maju). W chwili uderzenia na Związek Radziecki Luftwaffe musiało przerzucić jak najwięcej sił na wschód. Blitz się skończył, Fighter Command zapanowała na nocnym niebie nad Anglią i tak pozostało już do końca wojny.

### Lata 1942-1945
Do znaczniejszej bitwy powietrznej doszło w sierpniu 1942 roku nad Dieppe w trakcie źle przeprowadzonego i kosztownego rajdu. Luftwaffe i RAF stoczyły zaciętą walkę nad tym francuskim miastem. Jakkolwiek lotnikom RAF-u udało się zapobiec atakom Luftwaffe na flotę inwazyjną, co było ich głównym zadaniem, sukces był wątpliwy. Mimo doniesień, że Niemcy stracili więcej samolotów niż alianci (RAF informował o 106 zestrzeleniach), powojenne badania wykazały, że alianci stracili 88 myśliwców i 18 bombowców. Wśród straconych myśliwców 29 padło ofiarą ognia artylerii przeciwlotniczej, jeden spadł gdy skończyło mu się paliwo, dwa zderzyły się w locie, a jeden został zestrzelony przez kolegów. Natomiast Luftwaffe straciła 48 samolotów. Wśród 28 straconych bombowców połowę stanowiły samoloty Dornier Do 217. Dywizjon myśliwski JG-2 stracił 14 Fw 190 i 8 pilotów. JG-26 stracił 6 Fw 190 wraz z ich pilotami. RAF stracił 70 spitfire'ów. Nie wiadomo ile spitfire'ów zostało zestrzelonych przez Fw 190, chociaż Luftwaffe twierdziła, że 61 spośród wszystkich 106 straconych maszyn RAF-u (JG-2 raportował 40 zestrzeleń, a JG-26 21).
Wraz z pojawieniem się na jesieni 1942 roku 8 Armii Powietrznej USAAF i jej dziennymi nalotami przed Fighter Command stanęły nowe zadania. Nim zorganizowano dywizjony amerykańskich myśliwców P-47 Thunderbolt, co nastąpiło w maju 1943, spitfire’y RAFFC odgrywały ważną rolę osłaniając coraz większą liczbę bombowców B-17Flying Fortress i B-24 Liberator działających nad okupowaną Europą. Jednak mały zasięg operacyjny spitfire’ów sprowadzał tę osłonę do kanału La Manche i europejskiego wybrzeża.      
Kluczowym wydarzeniem roku 1943 było pociągnięcie natury administracyjnej. Fighter Command zostało podzielone na Air Defence of Great Britain i Second Tactical Air Force. Zadaniem pierwszej formacji była obrona Wielkiej Brytanii, podczas gdy druga miała wspierać wojska lądowe po ewentualnym lądowaniu w Europie.
Operacja Overlord rozpoczęła się 6 czerwca 1944 roku. Myśliwce RAF-u pojawiły się licznie nad polem bitwy tłumiąc, wraz z amerykańskimi samolotami, opór słabego przeciwnika. Wspierały jednocześnie wojska lądowe, ostrzeliwując niemieckie pozycje i linie transportowe. Ostatnim sprawdzianem, jakiemu poddana została Fighter Command (nazwę przywrócono w październiku 1944) w czasie wojny, było zwalczanie bomb latających V1. Myśliwce RAF-u wspierały również operacje RAF Bomber Command przeciw lotniskom i samolotom niemieckim na ziemi. 
W latach 1939–1945 RAF Fighter Command straciła 3690 zabitych, 1215 rannych i 601 jeńców wojennych. Stracono 4790 maszyn.
| Od                | Do                | Nazwisko                                   |
| ----------------- | ----------------- | ------------------------------------------ |
| 14 lipca 1936     | 25 listopada 1940 | marszałek lotnictwa Hugh Dowding           |
| 25 listopada 1940 | 28 listopada 1942 | marszałek lotnictwa Sholto Douglas         |
| 28 listopada 1942 | 15 listopada 1943 | marszałek lotnictwa Trafford Leigh-Mallory |
| 15 listopada 1943 | 14 maja 1945      | marszałek lotnictwa Roderic Hill           |